# Blue on Black
Blue on Black è un singolo del gruppo musicale blues rock Kenny Wayne Shepherd Band, fondato dall'omonimo cantante, estratto dal loro album Trouble Is e pubblicato il 7 aprile 1998.

## Antefatti
Blue on Black fu scritta da Kenny Wayne Shepherd insieme a Mark Selby e Tia Sillers e fu inizialmente rilasciato come singolo dell'album Trouble Is... (1997).
Il singolo è stato pubblicato il 7 Aprile 1998.

## Tracce
1. Blue on Black (The Road Mix)
2. Blue on Black
3. Voodoo Child (non incluso nell'album)

## Successo commerciale
Blue on Black rimase per 42 settimane nel US Billboard Hot Mainstream Rock Tracks e riuscì a classificarsi al 1º posto per sei settimane. Nel 1998 fu nominata migliore canzone rock, vincendo il Billboard Music Award for Rock Track of the Year, inoltre grazie al singolo l'album Trouble Is... fu nominato nel 1999 Blues Album of the Year da Billboard..

## Classifica
| Classifica (1998)         | Posizione massima |
| ------------------------- | ----------------- |
| Billboard Hot 100         | 78                |
| US Mainstream Rock Tracks | 1                 |

## Cover
La band groove/alternative metal Five Finger Death Punch incise una cover del singolo, inclusa nel loro settimo album in studio, And Justice for None, con la partecipazione dello stesso Shepherd, di Brantley Gilbert e di Brian May..

## Curiosità
- In onore del singolo, la Martin Guitar Company mise in commercio una chitarra, Kenny Wayne Shepherd Limited Edition Signature modello JC-16KWS di colore blu scuro, nel Gennaio 2001, donata alla Providence House di Shreveport. Il design della chitarra è ispirata al titolo e al testo della canzone[7].